# Gârbova
Gârbova é uma comuna romena localizada no distrito de Alba, na região histórica da Transilvânia. A comuna possui uma área de 58.94 km² e sua população era de 2076 habitantes segundo o censo de 2007.